# Stahllamellenkupplung
Die Stahllamellenkupplung oder Ganzstahl-Lamellenkupplung ist eine torsionssteife, nicht schaltbare Kupplung, die dem Ausgleich von Versatz dient.

## Funktionsweise
Eine Stahllamellenkupplung besteht aus zwei Flanschen, die mittels Zylinderpressverband oder Passfederverbindung auf den Enden der zu verbindenden Wellen montiert werden, und aus einem oder mehreren Lamellenpaketen. Je nach Wellendurchmesser und übertragbarem Drehmoment besteht ein Lamellenpaket aus vier bis acht Stahllamellen. Am häufigsten verbreitet ist die Stahllamellenkupplung in doppelkardanischer Ausführung: Diese Kupplung verfügt über zwei Lamellenpakete, die durch eine Hülse miteinander verbunden sind. Die Länge der Hülse variiert je nach Kupplungstyp, für Spezialanwendungen sind Hülsen aus Faserverbundwerkstoffen mit Längen von bis zu sechs Metern lieferbar. Die Lamellen bestehen aus Federstahl und sind mit Passschrauben abwechselnd mit dem Flansch der Nabe und mit der Hülse verbunden. Auf diese Weise kann sowohl leichter axialer Versatz der Wellenenden als auch leichter angularer Versatz (etwa 1,5°) zwischen den Wellenachsen ausgeglichen werden.
Die Übertragung von Drehmomenten in einer Stahllamellenkupplung erfolgt durch eine Kombination von Formschluss und Kraftschluss. Die Lamellen bedürfen keiner Schmierung und gelten daher als reibungsfrei. Bei doppelkardanischen Stahllamellenkupplungen kann es bei bestimmten Betriebszuständen zu einer axialen Anregung der Hülse kommen. Durch eine Vorspannung der Stahllamellen wird versucht, diesem Effekt entgegenzutreten.

## Anwendung
Stahllamellenkupplungen finden insbesondere bei großen Wellendurchmessern Anwendung und sind bei Papiermaschinen, Schiffsantrieben, Windkraftanlagen sowie Stahlwerkstechnik zu finden. Dementsprechend groß ist auch das maximal übertragbare Drehmoment, das mehrere 100 kNm betragen kann. Verbreitete Hersteller von Stahllamellenkupplungen sind Flender, KTR, Mayr oder Ringfeder.
Der zulässige Temperaturbereich von Stahllamellenkupplungen liegt in der Regel zwischen −30 °C und 300 °C, wobei das zulässige Drehmoment bei Temperaturen ab etwa 150 °C durch einen Korrekturfaktor verringert wird.